# Indy Lights 2021
De Indy Lights 2021 was het vijfendertigste kampioenschap van de Indy Lights. Het bestond uit 20 races: twee ovals, vier stratencircuits en veertien wegraces. Het betekende de terugkeer van het kampioenschap, nadat deze in 2020 werd afgelast vanwege de coronapandemie. Kyle Kirkwood werd kampioen met tien overwinningen.

## Teams en rijders
Alle teams rijden met een Dallara-chassis en een AER-motor met 4 cilinders. Cooper levert de banden voor alle teams.
| Team                                                 | Nr | Rijders            | Races       |
| ---------------------------------------------------- | -- | ------------------ | ----------- |
| Andretti Autosport                                   | 27 | Robert Megennis    | Alle        |
| Andretti Autosport                                   | 28 | Kyle Kirkwood      | Alle        |
| Andretti Autosport                                   | 68 | Danial Frost       | Alle        |
| Andretti Steinbrenner Autosport                      | 17 | Devlin DeFrancesco | Alle        |
| Carlin                                               | 5  | Alex Peroni        | 1-14        |
| Carlin                                               | 7  | Christian Bogle    | Alle        |
| GRG with HMD Motorsports                             | 24 | Benjamin Pedersen  | Alle        |
| GRG with HMD Motorsports                             | 26 | Linus Lundqvist    | Alle        |
| HMD Motorsports                                      | 59 | Nikita Lastochkin  | 1-12        |
| HMD Motorsports                                      | 59 | Manuel Sulaimán    | 15-20       |
| HMD Motorsports                                      | 79 | David Malukas      | Alle        |
| Juncos Racing (1-12) Juncos Hollinger Racing (13-20) | 2  | Sting Ray Robb     | Alle        |
| Juncos Racing (1-12) Juncos Hollinger Racing (13-20) | 51 | Toby Sowery        | 1-14        |
| Juncos Racing (1-12) Juncos Hollinger Racing (13-20) | 51 | Rasmus Lindh       | 15-20       |
| Pserra Racing                                        | 11 | Antonio Serravalle | 1-14, 19-20 |

## Races
| Race | Datum        | Racenaam                                                                            | Circuit                                     | Locatie            |
| ---- | ------------ | ----------------------------------------------------------------------------------- | ------------------------------------------- | ------------------ |
| 1    | 17 april     | Indy Lights Grand Prix of Barber Motorsports Park Presented by Cooper Tires         | Barber Motorsports Park                     | Birmingham, AL     |
| 2    | 18 april     | Indy Lights Grand Prix of Barber Motorsports Park Presented by Cooper Tires         | Barber Motorsports Park                     | Birmingham, AL     |
| 3    | 24 april     | Indy Lights Grand Prix of St. Petersburg Presented by Foundation Building Materials | Stratencircuit Saint Petersburg             | St. Petersburg, FL |
| 4    | 25 april     | Indy Lights Grand Prix of St. Petersburg Presented by Andersen Interior Contracting | Stratencircuit Saint Petersburg             | St. Petersburg, FL |
| 5    | 14 mei       | Indy Lights Grand Prix of Indianapolis Presented by Cooper Tires                    | Indianapolis Motor Speedway (binnencircuit) | Speedway, IN       |
| 6    | 15 mei       | Indy Lights Grand Prix of Indianapolis Presented by Cooper Tires                    | Indianapolis Motor Speedway (binnencircuit) | Speedway, IN       |
| 7    | 12 juni      | Indy Lights Grand Prix of Detroit Presented by Cooper Tires                         | Belle Isle Park                             | Detroit, MI        |
| 8    | 13 juni      | Indy Lights Grand Prix of Detroit Presented by Cooper Tires                         | Belle Isle Park                             | Detroit, MI        |
| 9    | 19 juni      | Cooper Tires Grand Prix of Road America Powered by AER                              | Road America                                | Elkhart Lake, WI   |
| 10   | 20 juni      | Cooper Tires Grand Prix of Road America Powered by AER                              | Road America                                | Elkhart Lake, WI   |
| 11   | 3 juli       | Cooper Tires Indy Lights Grand Prix of Mid-Ohio                                     | Mid-Ohio Sports Car Course                  | Lexington, OH      |
| 12   | 4 juli       | Cooper Tires Indy Lights Grand Prix of Mid-Ohio                                     | Mid-Ohio Sports Car Course                  | Lexington, OH      |
| 13   | 20 augustus  | Cooper Tires Indy Lights Oval Challenge of St. Louis                                | World Wide Technology Raceway at Gateway    | Madison, IL        |
| 14   | 21 augustus  | Cooper Tires Indy Lights Oval Challenge of St. Louis                                | World Wide Technology Raceway at Gateway    | Madison, IL        |
| 15   | 11 september | Cooper Tires Indy Lights Grand Prix of Portland                                     | Portland International Raceway              | Portland, OR       |
| 16   | 12 september | Cooper Tires Indy Lights Grand Prix of Portland                                     | Portland International Raceway              | Portland, OR       |
| 17   | 18 september | Indy Lights Grand Prix of Monterey Presented by Cooper Tires                        | WeatherTech Raceway Laguna Seca             | Monterey, CA       |
| 18   | 19 september | Indy Lights Grand Prix of Monterey Presented by Cooper Tires                        | WeatherTech Raceway Laguna Seca             | Monterey, CA       |
| 19   | 2 oktober    | VP Racing Fuels Champhionship Weekend Presented By Cooper Tires                     | Mid-Ohio Sports Car Course                  | Lexington, OH      |
| 20   | 3 oktober    | VP Racing Fuels Champhionship Weekend Presented By Cooper Tires                     | Mid-Ohio Sports Car Course                  | Lexington, OH      |

## Uitslagen
| Ronde | Race            | Poleposition    | Snelste ronde     | Meeste ronden aan de leiding | Winnaar         | Winnaar                  |
| Ronde | Race            | Poleposition    | Snelste ronde     | Meeste ronden aan de leiding | Coureur         | Team                     |
| ----- | --------------- | --------------- | ----------------- | ---------------------------- | --------------- | ------------------------ |
| 1     | Birmingham      | Linus Lundqvist | Toby Sowery       | Linus Lundqvist              | Linus Lundqvist | GRG with HMD Motorsports |
| 2     | Birmingham      | David Malukas   | David Malukas     | David Malukas                | David Malukas   | GRG with HMD Motorsports |
| 3     | St. Petersburg  | Kyle Kirkwood   | Kyle Kirkwood     | Kyle Kirkwood                | Kyle Kirkwood   | Andretti Autosport       |
| 4     | St. Petersburg  | David Malukas   | Kyle Kirkwood     | David Malukas                | David Malukas   | GRG with HMD Motorsports |
| 5     | Indianapolis GP | Linus Lundqvist | Linus Lundqvist   | Linus Lundqvist              | Linus Lundqvist | GRG with HMD Motorsports |
| 6     | Indianapolis GP | David Malukas   | Kyle Kirkwood     | David Malukas                | David Malukas   | GRG with HMD Motorsports |
| 7     | Detroit         | Kyle Kirkwood   | Linus Lundqvist   | Kyle Kirkwood                | Kyle Kirkwood   | Andretti Autosport       |
| 8     | Detroit         | Linus Lundqvist | David Malukas     | Kyle Kirkwood                | Kyle Kirkwood   | Andretti Autosport       |
| 9     | Road America    | Danial Frost    | Kyle Kirkwood     | Kyle Kirkwood                | Kyle Kirkwood   | Andretti Autosport       |
| 10    | Road America    | Danial Frost    | Robert Megennis   | David Malukas                | David Malukas   | GRG with HMD Motorsports |
| 11    | Mid-Ohio        | Kyle Kirkwood   | Kyle Kirkwood     | Kyle Kirkwood                | Kyle Kirkwood   | Andretti Autosport       |
| 12    | Mid-Ohio        | Danial Frost    | Danial Frost      | Kyle Kirkwood                | Kyle Kirkwood   | Andretti Autosport       |
| 13    | Gateway         | David Malukas   | David Malukas     | David Malukas                | David Malukas   | GRG with HMD Motorsports |
| 14    | Gateway         | Kyle Kirkwood   | Kyle Kirkwood     | Kyle Kirkwood                | David Malukas   | GRG with HMD Motorsports |
| 15    | Portland        | David Malukas   | David Malukas     | David Malukas                | David Malukas   | GRG with HMD Motorsports |
| 16    | Portland        | David Malukas   | Benjamin Pedersen | Kyle Kirkwood                | Kyle Kirkwood   | Andretti Autosport       |
| 17    | Laguna Seca     | Kyle Kirkwood   | Kyle Kirkwood     | Kyle Kirkwood                | Kyle Kirkwood   | Andretti Autosport       |
| 18    | Laguna Seca     | Kyle Kirkwood   | Kyle Kirkwood     | Kyle Kirkwood                | Kyle Kirkwood   | Andretti Autosport       |
| 19    | Mid-Ohio        | Kyle Kirkwood   | Danial Frost      | Kyle Kirkwood                | Kyle Kirkwood   | Andretti Autosport       |
| 20    | Mid-Ohio        | David Malukas   | David Malukas     | Linus Lundqvist              | Linus Lundqvist | GRG with HMD Motorsports |

## Kampioenschap
| Pos | Rijder             | ALA | ALA | STP | STP | IMS | IMS | DET | DET | RDA | RDA | MOH | MOH | GAT | GAT | POR | POR | LAG | LAG | MOH | MOH | Punten |
| --- | ------------------ | --- | --- | --- | --- | --- | --- | --- | --- | --- | --- | --- | --- | --- | --- | --- | --- | --- | --- | --- | --- | ------ |
| 1   | Kyle Kirkwood      | 9   | 5   | 1*  | 2   | 4   | 4   | 1*  | 1*  | 1*  | 12  | 1*  | 1*  | 2   | 2*  | 2   | 1*  | 1*  | 1*  | 1*  | 5   | 537    |
| 2   | David Malukas      | 13  | 1*  | 3   | 1*  | 2   | 1*  | 5   | 3   | 7   | 1*  | 3   | 3   | 1*  | 1   | 1*  | 2   | 4   | 2   | 2   | 2   | 524    |
| 3   | Linus Lundqvist    | 1*  | 2   | 9   | 3   | 1*  | 5   | 2   | 2   | 4   | 5   | 4   | 4   | 9   | 4   | 3   | 3   | 2   | 3   | 6   | 1*  | 449    |
| 4   | Benjamin Pedersen  | 2   | 7   | 10  | 6   | 10  | 9   | 11  | 6   | 2   | 7   | 7   | 8   | 3   | 3   | 4   | 4   | 3   | 5   | 9   | 3   | 356    |
| 5   | Danial Frost       | 7   | 12  | 2   | 4   | 6   | 8   | 6   | 12  | 11  | 3   | 2   | 2   | 6   | 10  | 8   | 6   | 8   | 4   | 4   | 6   | 338    |
| 6   | Devlin DeFrancesco | 3   | 3   | 12  | 5   | 7   | 6   | 7   | 5   | 10  | 6   | 5   | 5   | 4   | 5   | 11  | 7   | 9   | 8   | 8   | 4   | 326    |
| 7   | Robert Megennis    | 6   | 13  | 4   | 7   | 8   | 7   | 8   | 8   | 3   | 2   | 8   | 7   | 7   | 7   | 5   | 5   | 10  | 6   | 3   | 9   | 319    |
| 8   | Sting Ray Robb     | 8   | 8   | 6   | 13  | 9   | 10  | 10  | 10  | 8   | 9   | 11  | 10  | 12  | 11  | 9   | 11  | 6   | 9   | 5   | 7   | 249    |
| 9   | Toby Sowery        | 4   | 4   | 13  | 9   | 3   | 2   | 3   | 4   | 5   | 13  | 6   | 6   | 11  | 8   |     |     |     |     |     |     | 236    |
| 10  | Alex Peroni        | 5   | 6   | 5   | 8   | 5   | 3   | 4   | 13  | 13  | 4   | 9   | 9   | 5   | 6   |     |     |     |     |     |     | 228    |
| 11  | Christian Bogle    | 10  | 10  | 11  | 12  | 12  | 12  | 13  | 7   | 9   | 8   | 10  | 13  | 8   | 9   | 10  | 8   | 11  | 11  | 12  | 10  | 227    |
| 12  | Antonio Serravalle | 12  | 11  | 7   | 10  | 11  | 11  | 12  | 11  | 6   | 10  | 13  | 12  | 10  | 12  |     |     |     |     | 11  | 12  | 176    |
| 13  | Nikita Lastochkin  | 11  | 9   | 8   | 11  | 13  | 13  | 9   | 9   | 12  | 11  | 12  | 11  |     |     |     |     |     |     |     |     | 123    |
| 14  | Rasmus Lindh       |     |     |     |     |     |     |     |     |     |     |     |     |     |     | 7   | 9   | 5   | 7   | 10  | 8   | 81     |
| 15  | Manuel Sulaimán    |     |     |     |     |     |     |     |     |     |     |     |     |     |     | 6   | 10  | 7   | 10  | 7   | 11  | 75     |
| Pos | Rijder             | ALA | ALA | STP | STP | IMS | IMS | DET | DET | RDA | RDA | MOH | MOH | GAT | GAT | POR | POR | LAG | LAG | MOH | MOH | Punten |

| Kleur       | Resultaat                       |
| ----------- | ------------------------------- |
| Goud        | Winnaar                         |
| Zilver      | 2de plaats                      |
| Brons       | 3de plaats                      |
| Groen       | 4de en 5de plaats               |
| Lichtblauw  | 6de–10de plaats                 |
| Donkerblauw | Gefinisht (buiten de Top 10)    |
| Paars       | Niet gefinisht                  |
| Rood        | Niet gekwalificeerd (DNQ)       |
| Bruin       | Teruggetrokken (Wth)            |
| Zwart       | Gediskwalificeerd (DSQ)         |
| Wit         | Niet Gestart (DNS)              |
| Blank       | Nam geen deel aan de race (DNP) |
| Blank       | Niet geracet                    |

| Toegevoegde info    |                                       |
| vet                 | Pole positie (1 punt)                 |
| cursief             | Snelste ronde                         |
| *                   | Meeste ronden aan de leiding (1 punt) |
| 1                   | Geen kwalificatie                     |
| Rookie van het Jaar |                                       |
| Rookie              |                                       |

| Kleur       | Resultaat                       |
| ----------- | ------------------------------- |
| Goud        | Winnaar                         |
| Zilver      | 2de plaats                      |
| Brons       | 3de plaats                      |
| Groen       | 4de en 5de plaats               |
| Lichtblauw  | 6de–10de plaats                 |
| Donkerblauw | Gefinisht (buiten de Top 10)    |
| Paars       | Niet gefinisht                  |
| Rood        | Niet gekwalificeerd (DNQ)       |
| Bruin       | Teruggetrokken (Wth)            |
| Zwart       | Gediskwalificeerd (DSQ)         |
| Wit         | Niet Gestart (DNS)              |
| Blank       | Nam geen deel aan de race (DNP) |
| Blank       | Niet geracet                    |

| Toegevoegde info    |                                       |
| vet                 | Pole positie (1 punt)                 |
| cursief             | Snelste ronde                         |
| *                   | Meeste ronden aan de leiding (1 punt) |
| 1                   | Geen kwalificatie                     |
| Rookie van het Jaar |                                       |
| Rookie              |                                       |

| Positie       | 1  | 2  | 3  | 4  | 5  | 6  | 7  | 8  | 9  | 10 | 11 | 12 | 13 | 14 | 15 | 16 | 17 | 18 | 19 | 20 |
| ------------- | -- | -- | -- | -- | -- | -- | -- | -- | -- | -- | -- | -- | -- | -- | -- | -- | -- | -- | -- | -- |
| Punten        | 30 | 25 | 22 | 19 | 17 | 15 | 14 | 13 | 12 | 11 | 10 | 9  | 8  | 7  | 6  | 5  | 4  | 3  | 2  | 1  |
| Punten (Oval) | 45 | 38 | 33 | 29 | 26 | 23 | 21 | 20 | 18 | 17 | 15 | 14 | 12 | 11 | 9  | 8  | 6  | 5  | 4  | 2  |

1986 ·
1987 ·
1988 ·
1989 ·
1990 ·
1991 ·
1992 ·
1993 ·
1994 ·
1995 ·
1996 ·
1997 · 
1998 ·
1999 ·
2000 ·
2001 ·
2002 ·
2003 ·
2004 ·
2005 ·
2006 ·
2007 ·
2008 ·
2009 ·
2010 ·
2011 ·
2012 ·
2013 ·
2014 ·
2015 ·
2016 ·
2017 ·
2018 ·
2019 ·
2020 ·
2021 ·
2022 ·
2023 ·
2024 ·
2025

Lijst van coureurs